# Onaka (druva)
Onaka är en köldhärdig sort av druva som framodlats av Nels Hansen vid South Dakota State University.